# 愛を止めないで
「愛を止めないで / 美しい思い出に」（あいをとめないで うつくしいおもいでに）は、1979年1月20日に発売されたオフコース通算15枚目のシングル。オフコースのシングルの中で最も再発盤のリリースが多く、1992年、1995年、2016年の3度にわたり再発売された。

## 解説
「愛を止めないで」は後にアルバム『Three and Two』に収録されたほか、ベスト・アルバム『SELECTION 1978-81』に、ビル・シュネーによるリミックス・ヴァージョンで再度収録された。この曲は後に小田和正がアルバム『LOOKING BACK』でセルフ・カヴァーしている。2006年7月16日に出演した『ap bank fes '06』では、「ラブ・ストーリーは突然に」などのソロ以降の曲と共に、この曲を演奏した。それまでアルバム制作とコンサート活動を主体に活動してきたオフコースにとって、初のヒット・シングルとなったこの曲について後に小田は「“いきなり君を抱きしめよう”って歌ったのさ。そしたら『“抱きしめる”だなんて、なんてお下劣な!!』っていう、そんなファンの拒絶反応があった。別に“ホテルに行って、ベッドの君に襲いかかろう”って歌ったわけじゃないよ。それにさ、“抱きしめよう”にしても、結構抽象的に扱われている。それでも当時のファンは抵抗があったんだろう」「自分が作った曲が評判になるって、不思議な感覚なんだよ。例えば<愛を止めないで>なら、作っていく過程で、こんな事があった。曲を作る前から、“抱きしめよう”とかって歌詞を、もし誰かが歌ったら、“そりゃカッコいいだろう”って、そうは思ったんだ。でも、自分ではやらないだろうな、とも思った。でも、それを無理やり自分に引き寄せて演じてみせる。何もしないで、聴き手に勝手なイメージを作られるのも迷惑だから、こっちから“エイッ”って、そうして詞に書いたところがあったんだ。でも、そうやって作った歌は、のちのち代表作になってる。そこが不思議なのさ。<眠れぬ夜>もそうだった」とインタビューで答えている。
「美しい思い出に」はアルバム『FAIRWAY』からのシングルカット曲で、アルバム収録曲と同内容。この曲は後に鈴木康博がアルバム『BeSide』にてアカペラによるリアレンジでセルフ・カヴァーした。解説で鈴木は「トム・スコットのサウンドをねらって、AOR路線を意識したアレンジだったが、当時の音を聞くと、なにか背伸びして精いっぱいやっているように聞こえる」と書いている。
シングル発売前に小田と鈴木、大空を飛ぶ鳥が登場するテレビ・スポットが打たれ、累計で10万枚を売り上げた。

## 収録曲

### SIDE A
1. 愛を止めないで   AI O TOMENAIDE  –  (3'51")
作詩[注釈 8] · 作曲：小田和正、編曲：オフコース

### SIDE B
1. 美しい思い出に   UTSUKUSHII OMOIDE NI  –  (4'51")
作詩[注釈 8] · 作曲 · ホーンセクション編曲：鈴木康博、編曲：オフコース

## スタッフ
- プロデュース：小田和正、鈴木康博、武藤敏史

## 1992年盤

### 解説
最初に再発盤がリリースされたのは1992年11月25日で、三菱自動車'93モデル ミラージュCFソングに採用されたと同時に、8cmCDシングルで再発売された。カップリングは19枚目のシングル「Yes-No」。

### 収録曲
全曲作詞 · 作曲：小田和正、編曲：オフコース
1. 愛を止めないで
三菱自動車'93モデル ミラージュ CFソング
2. Yes-No

## 1995年盤

### 解説
2度目の再発盤のリリースは1995年11月8日で、アサヒ江戸前 冬生のCMソングに採用されたと同時に、1992年の再発盤と同様に8cmCDシングルで再発売された。カップリングは7枚目のシングル「眠れぬ夜」。さらに、非オリジナルながら、カラオケが併せて収録された。

### 収録曲
1. 愛を止めないで
  - 作詞 · 作曲：小田和正、編曲：オフコース
  - アサヒ江戸前 冬生 CFソング
2. 眠れぬ夜
作詞 · 作曲：小田和正、編曲：オフコース
3. 愛を止めないで (カラオケ)
作曲：小田和正、編曲：丸山恵市

## 2016年盤

### 解説
3度目の再発盤のリリースは2016年5月11日に、同年4月17日から放送のフジテレビ系ドラマ『OUR HOUSE』の主題歌に採用となり、それにあわせて1979年当時と同様、表題曲と「美しい思い出に」の2曲を収録したシングルCDとして、紙ジャケット仕様にて限定リリースされた。

### 収録曲
1. 愛を止めないで  –  (3:53)[4]
作詩[注釈 8] · 作曲：小田和正、編曲：オフコース
フジテレビ系ドラマ『OUR HOUSE』主題歌
2. 美しい思い出に  –  (4:49)[4]
作詩[注釈 8] · 作曲 · ホーンセクション編曲：鈴木康博、編曲：オフコース

## タイアップ
- 三菱自動車'93モデル ミラージュCFソング（1992年）
- 不二家ネクター
- アサヒ江戸前 冬生（1995年）
- 日本テレビDRAMA COMPLEX輝く女シリーズ第一弾『たくさんの愛をありがとう』主題歌（2006年4月4日放送）
- フジテレビ系ドラマ『OUR HOUSE』主題歌（2016年）[8]

## リリース日一覧
| 地域 | タイトル                        | リリース日     | レーベル                        | 規格               | カタログ番号 | 備考 |
| ---- | ------------------------------- | -------------- | ------------------------------- | ------------------ | ------------ | --- |
| 日本 | 愛を止めないで / 美しい思い出に | 1979年1月20日  | EXPRESS ⁄ TOSHIBA EMI           | 7"シングルレコード | ETP-10524    | 「美しい思い出に」はアルバム『FAIRWAY』からのリカット。 |
| 日本 | 眠れぬ夜 / 愛を止めないで       | 1988年12月28日 | EXPRESS ⁄ TOSHIBA EMI           | 8cmCDシングル      | XT10-2291    | “ベスト・カップル・シリーズ”の1枚。ジャケット変更。 |
| 日本 | 愛を止めないで / Yes-No         | 1992年11月25日 | EXPRESS ⁄ TOSHIBA EMI           | 8cmCDシングル      | TODT-2966    | 三菱自動車'93モデル ミラージュCFソング。ジャケット変更。 |
| 日本 | 愛を止めないで / 眠れぬ夜       | 1995年11月8日  | EXPRESS ⁄ TOSHIBA EMI           | 8cmCDシングル      | TODT-3626    | アサヒ江戸前 冬生CFソング。ジャケット変更。カラオケ収録（非オリジナル）。 |
| 日本 | 愛を止めないで / 美しい思い出に | 2016年5月11日  | EXPRESS ⁄ UNIVERSAL MUSIC LLC   | CD MAXI            | UPCY-9476    | フジテレビ系ドラマ『OUR HOUSE』主題歌。1979年発売のEPシングルの初CD化。ジャケット、レーベルなど、当時のビジュアルをできるだけ再現するため紙ジャケット仕様として復刻。ただし、オリジナルアナログ盤のレコード袋裏面にプリントされていた東芝EMIのロゴ部分には、エキスプレス・レーベルのマークが印刷されている。 |
| 日本 | 愛を止めないで / 美しい思い出に | 2020年6月3日   | USM JAPAN ⁄ UNIVERSAL MUSIC LLC | CD                 | UPCX-4236    | デビュー・シングル『群衆の中で / 陽はまた昇る』からラスト・シングル『夏の別れ / 逢いたい』までを収録した全36枚組CD BOX『コンプリート・シングル・コレクションCD BOX』(UPCY-9918)の中の1タイトル。発表当時のアナログ7インチ・シングルのアートワークを再現した12cm紙ジャケット仕様CD。                          |